# Reynaldo Rossano
Javier Reynaldo "El Papirrín" Ponce de León Rossano (Ciudad de México, 12 de junio de 1974) es un actor y comediante más conocido por salir en La hora pico y en Hoy, un programa de revista que se transmite por el Canal de Las estrellas.

## Programas televisivos
- Tangos, tequilas y algunas mentiras (2023)[1]
- Tal para cual - Nacolás - (2022)[2]
- Tic tac toc: El reencuentro - El mismo - (2021)[3]
- La parodia a domicilio (2020)
- Like - Chuy - (2018-2019)
- + Noche - Luis Miguel (2018)
- La parodia - Luis Miguel (2018)
- El bienamado - Fidel - (2017)
- 40 y 20 - Boby - (2016)
- Qué pobres tan ricos - Beto - (2013-2014)
- Miss XV - Quirino Contreras - (2012)
- Las tontas no van al cielo - Negas - (2008)
- Hoy - Él mismo - (2006-2013-2016)
- Vecinos - Tito / Hermano de la Luz - (2005-2007)
- Mundo de fieras - Santos Reyes "Cortito" - (2006)
- La energía de Sonric'slandia - Papirrín - (2005)
- La hora pico - Él mismo - (2001-2005)
- Guau - Wanda Bee - (2005)
- La hora pico: El reventón - (2003)
- El corrido del bato loco - (2000)
- Secretarias privadísimas - (2000)
- Miguel Galván...Una estrella del canal de las estrellas - Él mismo - (2008)
- Chespirito:35 años en el corazón de México - Él mismo - 2005
- 100 mexicanos dijeron - Él mismo - (2004)
- Big Brother VIP 3 - Él mismo - (2004)
- Big Brother VIP: México - Él mismo - (2002)